# Erecinae
Erecinae – podrodzina kosarzy z podrzędu Laniatores i rodziny Assamiidae. 

## Występowanie
Przedstawiciele podrodziny występują w Afryce, na subkontynencie indyjskim, Półwyspie Indochińskim oraz w Australii.

## Systematyka
Podrodzina zawiera 165 gatunków zgrupowanych w około 80 rodzajach:
| - Aberdereca Goodnight et Goodnight, 1959 - Aberdereca parva Goodnight et Goodnight, 1959 - Acanthophrysella Strand, 1911 - Acanthophrysella pectinata (Loman, 1902) - Allereca Roewer, 1961 - Allereca ruandana Roewer, 1961 - Angolyppa Lawrence, 1957 - Angolyppa scabra Lawrence, 1957 - Angopygoplus Lawrence, 1951 - Angopygoplus dentichelis Lawrence, 1951 - Anjolus Goodnight et Goodnight, 1948 - Anjolus malkini Goodnight et Goodnight, 1948 - Boeorix Thorell, 1889 (!nie "Baeorix" na Hallana) - Boeorix manducus Thorell, 1889 - Bambereca H. Kauri, 1985 - Bambereca spinifrons H. Kauri, 1985 - Bibundina Roewer, 1935 - Bibundina pectinata Roewer, 1935 - Binderia Roewer, 1935 - Binderia spinarmata Roewer, 1935 - Bolama Roewer, 1927 - Bolama spinosa Roewer, 1927 - Buemba Roewer, 1935 - Buemba filipes Roewer, 1935 - Bulobana Roewer, 1935 - Bulobana infuscata Roewer, 1940 - Bulobana octopunctata Roewer, 1935 - Bundukia Lawrence, 1962 - Bundukia nigra Lawrence, 1962 - Buniabia Roewer, 1961 - Buniabia filipes Roewer, 1961 - Callereca Roewer, 1940 - Callereca angolensis Lawrence, 1949 - Callereca gracilis Roewer, 1940 - Callereca teteana Roewer, 1954 - Cerea Sørensen, 1896 - Cerea feai Roewer, 1927 - Cerea lugubris Sørensen, 1896 - Cereatta Roewer, 1935 - Cereatta celeripes (Loman, 1910) - Cereatta elegans Roewer, 1935 - Cereatta kivuensis Roewer, 1961 - Cereipes Roewer, 1935 - Cereipes angusta (Roewer, 1912) - Cereodiscus Roewer, 1940 - Cereodiscus lesserti Roewer, 1940 - Cereoides Roewer, 1935 - Cereoides nebulosa (Sørensen, 1896) - Chilon Sørensen, 1896 - Chilon albatra (Roewer, 1935) - Chilon cinctus Sørensen, 1896 - Chilon horridus (Roewer, 1912) - Chilon laevituber (Roewer, 1953) - Chilon robustus Sørensen, 1896 - Chilon royi (Roewer, 1961) - Chilon salebrosus (Karsch, 1879) - Chilon scaber Sørensen, 1896 - Chilon villersi (Roewer, 1953) - Coleutus Roewer, 1940 - Coleutus longipalpis Roewer, 1940 - Comereca Roewer, 1961 - Comereca rectipes Roewer, 1961 - Cryptopygoplus Staręga, 1992 - Cryptopygoplus africanus Lawrence, 1931 - Cryptopygoplus capriviensis Lotz, 2011 - Cryptopygoplus coronatus Staręga & Snegovaya, 2009 - Cryptopygoplus damaranus Lawrence, 1931 - Cryptopygoplus rhodesianus Lawrence, 1931 - Djemia Roewer, 1935 - Djemia cooperi Roewer, 1935 - Dodabetta Roewer, 1929 - Dodabetta conigera Roewer, 1929 - Ereala Roewer, 1950 - Ereala armata Roewer, 1950 - Erebalda Roewer, 1940 - Erebalda cryptostigma Roewer, 1940 - Ereca Sørensen, 1910 - Ereca affinis Sørensen, 1910 - Ereca bengtsoni H. Kauri, 1985 - Ereca calcanifera H. Kauri, 1985 - Ereca fusca H. Kauri, 1985 - Ereca imitatrix H. Kauri, 1985 - Ereca itombwensis H. Kauri, 1985 - Ereca kalimabengana H. Kauri, 1985 - Ereca lata Sørensen, 1910 - Ereca lawrencei H. Kauri, 1985 - Ereca loekenae H. Kauri, 1985 - Ereca lyrifera H. Kauri, 1985 - Ereca maculata Roewer, 1913 - Ereca modesta Sørensen, 1910 - Ereca mwengana H. Kauri, 1985 - Ereca robusta H. Kauri, 1985 - Ereca rufa Sørensen, 1910 - Ereca sangensis H. Kauri, 1985 - Ereca silvatica H. Kauri, 1985 - Ereca simulator Sørensen, 1910 - Ereca soerenseni Lawrence, 1962 - Ereca triareolata Roewer, 1961 - Ereca undulata Sørensen, 1910 - Ereca unicolor Roewer, 1961 - Erecabia Roewer, 1940 - Erecabia hartmanni Roewer, 1940 - Erecabia pluridens Lawrence, 1962 - Erecella Roewer, 1935 - Erecella transversalis Roewer, 1961 - Erecella walikaleana H. Kauri, 1985 - Erecella basilewskyi Lawrence, 1962 - Erecella biseriata Roewer, 1961 - Erecella brunnea Roewer, 1940 - Erecella flava Roewer, 1935 - Erecella lutea Roewer, 1935 - Erecella nigropicta Roewer, 1961 - Erecella signata Roewer, 1950 - Erecomma Roewer, 1940 - Erecomma laurenti Roewer, 1961 - Erecomma montana Roewer, 1940 - Erecongoa Roewer, 1950 - Erecongoa gracilis Roewer, 1950 - Erecongoa granulata Roewer, 1952 - Erecops Roewer, 1940 - Erecops multispina Roewer, 1940 | - Erecula Roewer, 1935 - Erecula cincta Roewer, 1961 - Erecula crassipes H. Kauri, 1985 - Erecula leleupi Lawrence, 1962 - Erecula marmorata Roewer, 1940 - Erecula novemdentata Roewer, 1961 - Erecula pachypes Roewer, 1935 - Erecula septemdentata Lawrence, 1957 - Eregonda Roewer, 1950 - Eregonda tenuis Roewer, 1950 - Eubaeorix Roewer, 1912 - Eubaeorix gravelyi Roewer, 1912 - Eupygoplus Roewer, 1915 - Eupygoplus armatus Roewer, 1915 - Eupygoplus birmanicus Roewer, 1936 - Eupygoplus gracilis Roewer, 1927 - Fakoa Roewer, 1923 - Fakoa spinulata (Roewer, 1915) - Gapotus Roewer, 1935 - Gapotus frontalis Roewer, 1935 - Irnia Roewer, 1935 - Irnia scabra Roewer, 1935 - Ivocoryphus Lawrence, 1965 - Ivocoryphus jezequeli Lawrence, 1965 - Izea Roewer, 1927 - Izea armata Roewer, 1935 - Izea pectinata Roewer, 1927 - Kakontwea Roewer, 1951 - Kakontwea leleupi Roewer, 1951 - Kasaina Lawrence, 1957 - Kasaina scabra Lawrence, 1957 - Kukkala Roewer, 1929 - Kukkala trispinifrons Roewer, 1929 - Kungwea Roewer, 1961 - Kungwea scabra Roewer, 1961 - Lawrenciola Roewer, 1935 - Lawrenciola darmarana (Lawrence, 1931) - Lawrenciola rhodesiana (Lawrence, 1931) - Lepchana Roewer, 1927 - Lepchana spinipalpis Roewer, 1927 - Lubudia Roewer, 1951 - Lubudia leleupi Roewer, 1951 - Lygippulus Roewer, 1954 - Lygippulus major Roewer, 1954 - Lygippulus nigrescens Roewer, 1961 - Lygippulus parvulus Roewer, 1954 - Lygippulus scaber Roewer, 1954 - Lygippulus setipes Roewer, 1961 - Lygippus Roewer, 1940 - Lygippus abdominalis Roewer, 1940 - Lygippus machadoi Lawrence, 1951 - Maccabeesa Roewer, 1936 - Maccabeesa lawrencei Roewer, 1936 - Mandaria Roewer, 1935 - Mandaria caeca Roewer, 1935 - Mbinia Santos & Prieto, 2010 (! po Hallanie) - Mbinia xenophora Santos & Prieto, 2010 (! po Hallanie) - Merucola Roewer, 1935 - Merucola granulatus Roewer, 1935 - Metapygoplus Roewer, 1923 - Metapygoplus intermedius (Loman, 1892) - Metapygoplus spinicoxa Roewer, 1940 - Metereca Roewer, 1923 - Metereca abnormis (Roewer, 1912) - Metereca aspersa Roewer, 1935 - Metereca concolor Roewer, 1961 - Metereca differens (Lawrence, 1957) - Metereca katangana H. Kauri, 1985 - Metereca kivuana (Roewer, 1961) - Metereca kivuna Roewer, 1961 - Metereca leleupae H. Kauri, 1985 - Metereca longipes H. Kauri, 1985 - Metereca minuta Roewer, 1954 - Metereca montana (Roewer, 1912) - Metereca papillata Roewer, 1935 - Metereca paradoxa H. Kauri, 1985 - Metereca ripensis H. Kauri, 1985 - Metereca simples (Roewer, 1952) - Montereca Lawrence, 1962 - Montereca paucidens Lawrence, 1962 - Neobaeorix Lawrence, 1962 - Neobaeorix cornuta Lawrence, 1962 - Neocoryphus Lawrence, 1965 - Neocoryphus niger Lawrence, 1965 - Neopygoplus Roewer, 1923 - Neopygoplus jacobsoni Roewer, 1923 - Neopygoplus siamensis S. Suzuki, 1985 - Parapygoplus Roewer, 1912 - Parapygoplus variatus (Thorell, 1889) - Propygoplus Roewer, 1923 - Propygoplus maculatus (Roewer, 1912) - Propygoplus siwalik Martens, 1977 - Propygoplus rugosa (Roewer, 1940) - Propygoplus scabrisoma (Roewer, 1940) - Propygoplus tenuipes (Roewer, 1927) - Pygoplus Thorell, 1889 - Pygoplus obscurus Thorell, 1889 - Pygoplus ferrugineus Thorell, 1889 - Pygoplus trifasciatus Thorell, 1889 - Roewereca Lawrence, 1962 - Roewereca tenebrosa Lawrence, 1962 - Sacesphorus Thorell, 1889 - Sacesphorus maculatus Thorell, 1889 - Sijucavernicus Roewer, 1923 - Sijucavernicus kempi Roewer, 1923 - Simienatus Roewer, 1956 - Simienatus scotti Roewer, 1956 - Tarnus Suzuki, 1969 - Tarnus pulcher Suzuki, 1969 - Termitereca Roewer, 1940 - Termitereca singularis Roewer, 1940 - Tetecus Roewer, 1935 - Tetecus tenuis Roewer, 1935 - Thobala Roewer, 1940 - Thobala lesserti Roewer, 1940 - Tubereca Kauri, 1985 - Tubereca biharaguana Kauri, 1985 - Tundabia Roewer, 1935 - Tundabia semicaeca Roewer, 1935 - Tundabia ugandensis Goodnight et Goodnight, 1959 - Valpara Roewer, 1929 - Valpara albitarsus Roewer, 1929 - Vandarawella Roewer, 1935 - Vandarawella bicolor Roewer, 1935 - Wintonia Roewer, 1923 - Wintonia scabra Roewer, 1923 |